# Super-Neptune
Pour les articles homonymes, voir Neptune.
Un super-Neptune est un objet astronomique plus massif que la planète Neptune et de constitution interne similaire. Ces planètes sont généralement décrites comme étant environ 5-7 fois plus grandes que la Terre avec des masses estimées entre 20 et 80 M⊕, au-delà elles sont généralement appelées des géantes gazeuses.
Il y a eu relativement peu de découvertes de ce genre de planètes. Des exemples connus sont Kepler-101 b, HAT-P-11 b, K2-33 b, et WASP-107 b.